# Pontlatz.Gericht.Literatur

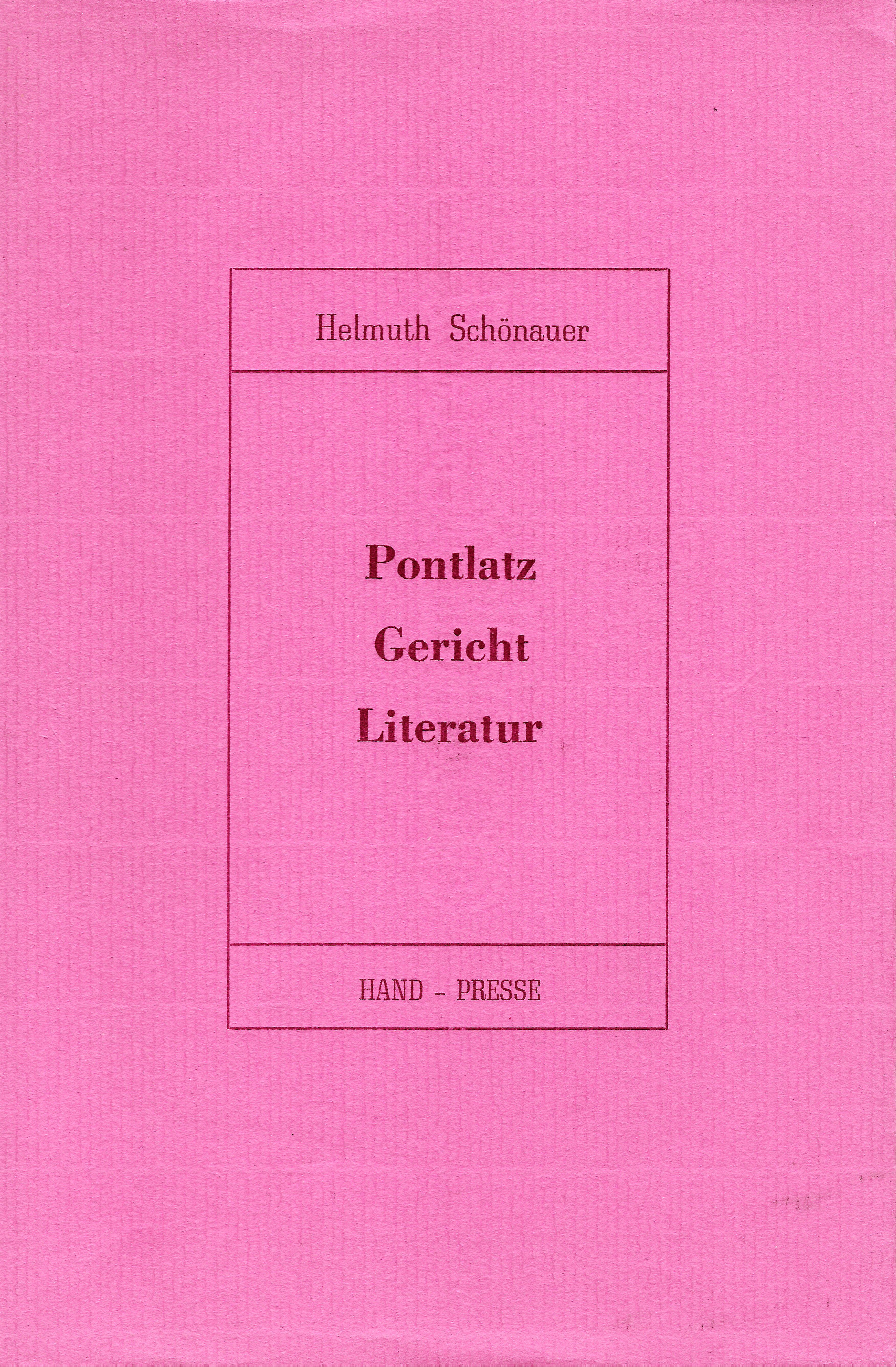
Pontlatz.Gericht.Literatur

Pontlatz.Gericht.Literatur ist der Titel eines literarisch-journalistischen Erzählbandes des österreichischen Schriftstellers und Bibliothekars Helmuth Schönauer. Darin enthalten sind die Erzählung Pontlatz sowie die Dokumentation der Gerichtsverfahren wegen des Vergehens der öffentlichen Beleidigung des Bundesheeres. Die Verfahren endeten jeweils mit dem Freispruch des Autors.

## Inhalt der Erzählung
Der Erzählung Pontlatz ist im Sinne eines Grabsteins das Motto aufgesetzt: Den Hinzurichtenden bleibt nur die Umarmung mit den später Hinzurichtenden.
In der knapp zwölfseitigen Erzählung gerät ein sogenannter Ameisenhauptmann außer Kontrolle. In einem monologischen Befehl erniedrigt er eine imaginäre Truppe und verlangt von ihr die möglichst wörtliche Erledigung von Aufträgen. Der offensichtlich schreiende Protagonist sitzt auf einem militärischen Tier, dessen Herkunft nicht genau feststellbar ist. Die angesprochenen Figuren, wie etwa Dollfuß, entstammen einem wirren Geschichtsbild, das nichts mit historischen Fakten zu tun hat. Überhaupt ist die Erzählung in einem ironischen Ton gehalten, der sie als Satire ausweist.
Der Titel der Erzählung spielt auf die Talenge von Pontlatz südlich von Landeck an. An der Pontlatzer Brücke fanden 1703 und 1809 Kämpfe zwischen Tirolern und bayrischen Truppen statt. In der Stadt Landeck ist danach die Pontlatz-Kaserne benannt.
Die Erzählung wurde am 12. September 1986 im Rundfunk verlesen und existierte bei den anstehenden Gerichtsverhandlungen nur als Kassetten-Mitschnitt eines Unteroffiziers.
Die gedruckte Fassung erschien 1988 zusammen mit der Gerichtsdokumentation.

## Zeittafel zum Prozess
- 12.09.1986 Sommernacht der Literatur im ORF-Studio Tirol; Lesung von Pontlatz
- 17.01.1987 Tiroler Autoren stellen sich vor; Radio Tirol; Ausstrahlung von Pontlatz
- 30.03.1987 Ermächtigung zur Strafverfolgung durch den Bundesminister für Landesverteidigung Robert Lichal
- 10.08.1987 Hauptverhandlung vor dem Einzelrichter am Landesgericht Innsbruck; Freispruch des Autors; Berufung durch den Staatsanwalt
- 26.10.1987 Nationalfeiertag; Gegenäußerung zur Berufungsausführung der Staatsanwaltschaft
- 23.12.1987 Berufungsverhandlung am Oberlandesgericht Innsbruck; Freispruch des Autors bestätigt

## Anklageschrift
Unmittelbar nach der Ausstrahlung der Erzählung Pontlatz im Januar 1987 kam es zu Vorerhebungen und schließlich zur Anklageschrift wegen Vergehens §§ 111 Abs. 1 und 2, öffentliche Beleidigung des Bundesheeres. Darin sind inkriminierte Stellen aufgeführt wie:
„Wer in Absam lebend davongekommen ist, den werden wir in Pontlatz zu Tode befördern.“ […] „Du bist auch so ein Scheiß Österreicher, der nicht weiß, was er verteidigen soll.“ […] „Ich werde ein Scheiß-Hauptmann für ein Scheiß-Land sein, so wahr mir die Scheiße helfe.“

## Begründung des Freispruchs
„Nach dem § Abs. 1 des Urheberrechtsgesetzes ist jede eigentümliche geistige Schöpfung auf den Gebieten der Literatur, der Tonkunst, der bildenden Künste und der Filmkunst geschützt. […] Im vorliegenden Fall liegt zweifelsfrei eine eigentümliche geistige Schöpfung aus dem Gebiete der Literatur – welcher Qualität auch immer – vor.“

## Auswirkungen auf den Literaturbetrieb
- Noch während des Gerichtsverfahrens wurde nach den Statuten der IG Autorinnen Autoren eine Sektion Tirol gegründet, um schneller auf künftige Gerichtsprozesse reagieren zu können.
- Im Rahmen der Zensurenquete der IG Autorinnen Autoren wurde der Fall zusammen mit sechzehn andern ausführlich diskutiert und dokumentiert. (Ruiss / Vyoral, 1990)
- Der oft gestellten Frage, was Literatur sei, wird zunehmend mit dem Argument geantwortet: Literatur ist das, was das Gericht als Literatur festgestellt hat.

## Originalausgabe
- Helmuth Schönauer: Pontlatz. Gericht. Literatur. 57 Seiten. Hand-Presse, Innsbruck 1988. ISBN 3-900862-07-9.

## Digitale Bibliothek
- Pontlatz.Gericht.Literatur, ULB Tirol